# Michael Kelly (physicien)
Pour les articles homonymes, voir Michael Kelly.
Michael Joseph Kelly (né le 14 mai 1949) est un physicien néo-zélandais - britannique. 

## Biographie
Né à New Plymouth, en Nouvelle-Zélande, Kelly étudie au Francis Douglas Memorial College au cours de ses années de lycée, obtenant son diplôme, puis poursuit ses études à l'Université Victoria de Wellington pour un BSc et un MSc. Il arrive en Angleterre en 1971 pour étudier pour un doctorat à Cambridge avec Volker Heine.
Il est professeur d'électronique à semi-conducteurs et de science à l'échelle nanométrique à la division de génie électrique de l'Université de Cambridge . Il est élu membre de la Royal Society en 1993 et remporte sa médaille Hughes en 2006. Il est auparavant conseiller scientifique en chef du ministère des Communautés et des Gouvernements locaux . Il est élu en 1998 en tant que Fellow  de la Royal Academy of Engineering .
En 2010, Kelly est nommé par la Royal Society et l'Université d'East Anglia à un comité d'évaluation scientifique indépendant pour enquêter sur la controverse sur les e- mails de l'Unité de recherche sur le climat . La commission conclut qu'il n'y avait "aucune preuve de faute professionnelle scientifique délibérée dans aucun des travaux de l'Unité de recherche climatique" .